# Miguel Horn
Miguel Horn (* 1948 in Passau) ist ein in Deutschland geborener, in Chile aufgewachsener und in Österreich lebender international tätiger Künstler der Bildenden Kunst.
Miguel Horn verbrachte Studien- und Arbeitsperioden in Italien, USA, Frankreich, Mexiko und Brasilien und verfügt seit 1981 über ein Atelier in Neuhofen an der Ybbs. Seine Werke waren in zahlreichen Einzelausstellungen unter anderem in Italien, Mexiko, USA, Frankreich, Brasilien, Kroatien und Österreich sowie anlässlich der Beteiligung an zahlreichen Gemeinschaftsausstellungen zu sehen. Thematisch sind Horns Skulpturen zu Holz, Stein und Metall erstarrte Gedankengänge.
Mit seinen Arbeiten nimmt er zu den negativen Auswirkungen unseres Wohlstands Stellung: Verlust der Individualität, Zurückdrängung indigener Völker, Zerstörung letzter Naturreservate, um nur einige zu nennen.

## Leben
Er wurde als sechstes Kind des Bildhauers Peter Horn und der Malerin Josefine Horn-Feja geboren und wuchs ab 1950 in Chile auf, wo sein Vater bereits vor dem Krieg eine Existenz in Osorno aufgebaut hatte. 1957 übersiedelte die Familie nach Santiago de Chile. Während seiner Lehrjahre bei seinem Vater absolvierte er die Mittelschule und schloss diese 1966 mit der Reifeprüfung ab. 1969 starb sein Vater.
1982 heiratete er Ilse. Seine Kinder David, Katharina und Sigrid kamen 1983, 1987 und 1990 zur Welt. 1987 begann er eine Lehrtätigkeit in der Hauptschule Neuhofen an der Ybbs. 1991 unternahm er mit seiner Familie eine einjährige Reise nach Chile und in die Vereinigten Staaten von Amerika.

## Werke
Seine ersten Werke entstanden 1963. In dieser Zeit machte er Bekanntschaft mit seinem großen Förderer Heribert Reitböck (emeritierter Professor für Physik - Angewandte Physik/Neurophysik/Gehirnforschung an der Universität Marburg), in dessen Privatbesitz sich heute eine Reihe von Horns Werken befindet.
- 1975 gestaltete er eine fünf Meter hohe Skulptur mit der Bezeichnung Je cherche mon visage in Nordfrankreich und platzierte sie unautorisiert unter dem Eiffelturm in Paris; diese befindet sich nun beim Rathaus in Waidhofen an der Ybbs;
- 1976 arbeitete er neun Monate an einer elf Meter hohen Skulptur Arbre de vie, die in der Stadt Pontoise aufgestellt ist;
- 1998 Skulptur Mensch und Kommunikation, die im Kreisverkehr Waidhofen an der Ybbs aufgestellt wurde, Skulptur Ferraculus in Ybbsitz und Sclavinia-Mahnmal in Gedenken an die slawische Siedlungsgeschichte des Gebiets in Reinsberg;
- 1999 Realisierung des Platzes der vergessenen Völker in Neuhofen an der Ybbs;
- 2002 Schaffung von vier monumentalen Eisenskulpturen in Zusammenarbeit mit dem Schmiedezentrum Ybbsitz, die in einer Musik- und Feueraktion in Lunz am See enthüllt wurden; im Stiftspark in Melk verblieb nach der Ausstellung die Skulptur Der ungläubige Petrus;
- Ab dem Jahr 2000 arbeitete er mehrere Jahre an der Installation Zeitzeichen im Steinbruch Fürholzer in Grein, die schließlich seit 2004 in einer Dauerausstellung mit der Bezeichnung Galerie in Granit der Öffentlichkeit präsentiert wird;
- Tetragon-Projekt mit fünf Meter hohen Skulpturen zu den Jahreszeiten: Frühling - Phoenix aus der Asche, Sommer - Übermut, Herbst - Genuss, Winter - Letztes Aufbäumen, Aufstellung in Kreisverkehren
- Sotto le Stelle
- Reflexionen - Gedanken in Stahl: u. a. Wächter der Natur, Mobbinggruppe, Kommunikation
- vier Themenbezogene Infotafeln in Grein
- Ybbswächter, Siegerprojekt des ersten niederösterreichischen Naturpark-Landart-Wettbewerbs
- Zwillingsskulpturen Zusammenfluss, zwei idente Figuren je einmal in Osorno, Chile an der deutschen Schule und in Mondsee, Symbol für den Zusammenfluss der Kulturen bei Wahrung der jeweiligen Identität
- Skulpturengruppe Kommunikation am Wasser vor der Bezirkshauptmannschaft Amstetten
- Ein Mensch der Eisenstraße, ein Gemeinschaftsprojekt mit der Belegschaft der Firma Böhlerwerk

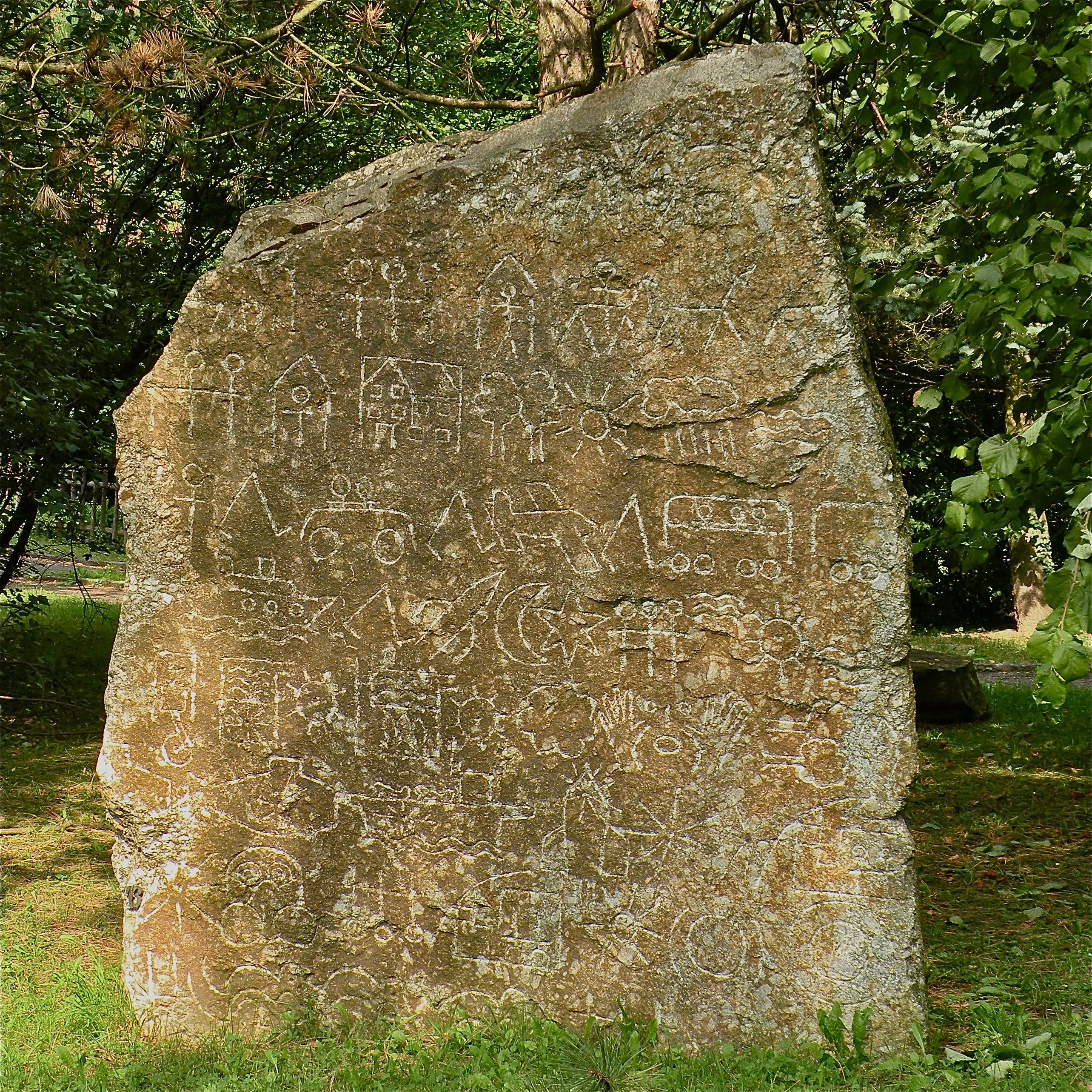
Miguel Horn: Petroglyphen in Grein - Galerie in Stein

- Petroglyphen, in Granit gemeißelte Nachrichten aus vorchristlicher Zeit, als Vorbild für dauerhafte Aufzeichnungen von Informationen aus unserer Zeit am Kalvarienberg in Grein, ein Projekt des Kulturvereins Grein in Zusammenarbeit mit der Stadtgemeinde Grein
- Parkinson-Skulptur Lebensmut, aufgestellt im Landeskrankenhaus in Mauer bei Amstetten

## Reisen, Aufenthalte und Ausstellungen
Seine erste Reise führte ihn 1971 nach Europa, wo er in der Galeria i Templare in San Felice in Italien eine Ausstellung durchführte und erste Aufträge von Reitböck in Pittsburg annahm. Es folgte 1972 ein sechsmonatiger Aufenthalt in Mexiko mit einer Ausstellung in der Galeria Joka in Mexiko-Stadt.
1973 stand im Zeichen von Auftragsarbeiten für Konstantinou in Florida und Reitböck in Ried im Innkreis. 1974 Ausstellung in Mellon Bank, Pittsburgh. 1975 und 1976 entstanden riesige Skulpturen in Nordfrankreich. 1977 folgte eine Arbeitsperiode in West Virginia mit einer Ausstellungsbeteiligung in der Aaron Gallery in Washington, D.C. und 1978 ein Aufenthalt in Brasilien mit einer Ausstellung im Museo Jundiai.
1979 stand im Zeichen einer großen Einzelausstellung auf dem Landgrafenschloss Marburg an der Lahn mit Leihgaben von Reitböck und 1980 unter der Patronanz des Kunstvereins Konstanz eine Partnerausstellung mit Christl von Stietencron in der Galerie Phönix in Ternitz.
1981 gestaltete er als Mitglied der Innviertler Künstlergilde eine Ausstellung im Volkskundehaus in Ried im Innkreis. Im selben Jahr erwarb er ein kleines verlassenes Bauernhaus in Neuhofen an der Ybbs und betätigte sich mehrere Jahre als Dolmetscher in einem Industrieunternehmen. Zwischendurch beteiligte er sich 1985 an einer Ausstellung in der Galerie CdB in Linz und stellte 1987 gemeinsam mit seiner Mutter im Schloss Sigharting aus.
Die nächste Ausstellung fand 1993 in der Ruprechtskirche in Wien statt, weitere im Bildungshaus Lainz in Wien und 1996 im Dachgeschoss der Wehrkirche in Hochneukirchen in Niederösterreich. Bemerkenswert war eine alternative Veranstaltung anlässlich der Millenniumsfeiern im Atelier in Neuhofen an der Ybbs mit Gerhard Ziskovsky als Referent und musikalischer Gestaltung durch Erich Heiligenbrunner. Eine Ausstellung in Blindenmarkt 1997 war von heftigen Protesten des Kameradschaftsbundes begleitet. Im selben Jahr fand eine Einzelausstellung in der säkularisierten Kirche in St. Peter an der Sperr in Wiener Neustadt statt.
1998 konnte er Werke auf dem Hauptplatz in Sankt Pölten präsentieren und 1999 stellte er auf Einladung des österreichischen Kulturinstituts Zagreb in Ludbreg in Kroatien aus. Im Jahr 2000 fand die Einzelausstellung Gratwanderung in der Rathausgalerie in Waidhofen an der Ybbs statt. 2001 beteiligte er sich an Ausstellungen in Waidhofen an der Ybbs, Schloss Ulmerfeld, Schloss St. Peter in der Au, in der Viertelsgalerie in Weistrach.
2002 fand im Stiftspark Melk von April bis Oktober die Ausstellung Fantasien in Eisen mit siebzig großteils aus Eisen gestalteten Kunstwerken statt, in Eisgarn im Waldviertel von Juni bis August die Ausstellung Ecce Homines. 2005 Ausstellung von Exponaten in Bad Hall unter der Bezeichnung Metall im Park. 2008 Gemeinschaftsausstellung mit Lebenshilfe-Künstlern in der Galerie Schau-ST.A.LL u. a. mit Arbeit Ohne Titel aus Thiokol, Eisen und Holz, Präsentation der Rosteisen-Plastiken Hände und 3 Stelen bei der Garten Tulln. Ein weiteres Gemeinschaftsprojekt mit der Bezeichnung Die Messerer wurde gemeinsam mit einem eisenverarbeitenden Betrieb in Böhlerwerk durchgeführt.
2011 wurden drei Ausstellungen organisiert: Im Rahmen der Ausstellung Gratwanderung, Teil der Europäischen Wochen, auf dem Gelände der Universität Passau wurden vier Großplastiken aus Stahl ausgestellt. In Ried im Innkreis umfasste die Ausstellung Zeit(t)raum Monumentalplastiken auf dem Hauptplatz und am Stelzhamerplatz sowie Arbeiten im Volkskundehaus. Die Ausstellung in Mailand unter dem Motto Ritagli sul Mondo wurde in der Galerie Artestudio 26 aufgebaut.